# Chapelle de la Dormition-de-la-Vierge
La Chapelle de la Dormition-de-la-Vierge est un édifice religieux de l'Église orthodoxe serbe situé à Nice, en France.
Elle est située au 3, rue Fodéré, dans le quartier du Port, au rez-de-chaussée d'un immeuble ancien.

## Histoire
D'abord église dédiée à Notre-Dame-de-Laghet, sous le nom de paroisse Notre-Dame-de-Laghet-du-Port, elle est fondée dans les années 1960 par l’Église orthodoxe de France — aujourd'hui nommée Église catholique orthodoxe de France (ECOF), un groupe religieux se réclamant de l'orthodoxie, mais qui n'est plus actuellement reconnu par aucune des églises orthodoxes canoniques — en louant, proche du vieux Nice, un ancien local à charbon de 75 m2, comme il s'en trouvait autrefois beaucoup, du temps de la marine à vapeur, au rez-de-chaussée des immeubles du quartier du Port.
Elle est consacrée le 13 décembre 1964 par le père Eugraph Kovalesky (1905-1970), iconographe et théologien d'origine russe, devenu en 1964 sous le nom de Jean de Saint-Denis, le premier évéque de l'ECOF (dit aujourd'hui, au sein de son groupe religieux, saint Jean de Saint-Denis). Les murs sont ornés en 1966 de fresques par Eugraph Kovalesky. La chapelle, où les offices sont célébrés en français, reste un  lieu de culte de l’ECOF jusqu'au début du XXIe siècle.
Après l'éclatement de l'ECOF à cette époque, elle passe sous l’obédience d’une église orthodoxe canonique, l’Église orthodoxe serbe, et rattachée comme les autres lieux de cultes de celle-ci en France, à l’Éparchie d'Europe occidentale, dont le siège est à Paris.
A son siège social à la chapelle, l’Association culturelle union franco serbe orthodoxe de Nice, association loi de 1901 dont l’annonce de la création est parue au Journal officiel de la République française le 8 février 2020 et dont l'objet est de « promouvoir les cultures françaises et serbes au sein de la paroisse de la Dormition de la Vierge principalement à travers l’organisation de rencontres et fêtes, de cours de langue serbe et française, de traductions, d’éditions et de manifestations à but humanitaire ».